# Les amours imaginaires
Les amours imaginaires és una pel·lícula canadenca de 2010 dirigida per Xavier Dolan. La pel·lícula segueix la història de dos amics, Francis i Marie, que s'enamoren del mateix home. Va ser estrenada al 63è Festival Internacional de Cinema de Canes.

## Argument
Els amors imaginaris parla d'una noia heterosexual (Marie) i un noi homosexual (Francis) que tenen una relació molt íntima d'amistat. Aquesta relació entra en conflicte quan els dos s'enamoren del mateix noi, en Nico un conegut seu amb el que es fan íntims i que acaba per trencar-los el cor a tots dos. El film tracta la idea de l'amor com una força que arriba, t'atrapa, et cega, t'ofega, i després et deixa anar. Ja ho diu el títol: els amors imaginaris, tan forts que semblen gairebé fantàstics. La idealització en extrem i el desencant romàntic cíclic com a motor vital.

## Personatges
La Marie és una noia de 25 anys dura i exigent amb si mateixa, perfeccionista, i que viu constantment aïllada en el seu interior i en un paper de noia clàssica que ella mateixa s'ha marcat: en gairebé cap escena del film la veiem actuar de manera natural o espontània.
En Francis és un noi sensible i introvertit. És el personatge menys caracteritzat de tots.
En Nicolas respon al clixé de noi encantador, atractiu, i insensible a la vegada. Durant tot el film és conscient de l'efecte que té en la Marie i en Francis, però li agrada, ho necessita: té un comportament gairebé narcisista.

## Argument detallat
El film comença amb una cita d'Alfred De Musset que diu "No hi ha més veritat en el món que el deliri amorós".
En l'escena que comença el film, apareix una noia amb ulleres de pasta, de nas prominent, que parla cap al que entenem que són persones fora de camp. Va parlant d'un noi que li agrada, un tal Jean-Marc amb qui s'envia e-mails. Parla del pànic que li entra quan és a l'ordinador i ell triga a contestar-li un mail. En la mateixa línia, en l'escena següent surt un noi que pregunta a la gent en fora de camp en què es fixen quan van pel carrer: en tetes o en penis? Seguint amb el mateix tipus de composició, ara es veu una noia que explica que un dia va arribar a casa i es va adonar que el seu xicot, alemany, l'havia deixat. Surt altre cop el noi que preguntava en què es fixen pel carrer, i ara diu que no pots tenir preferències barrejades, que o t'agrada una cosa, o una altra. Són imatges que juguen molt amb els primers plans, el moviment de càmera per donar un efecte desordenat i el zoom. Es torna a veure la primera noia, que va parlant dient que ho sap del tal Jean-Marc. Ha anat al seu edifici, ha parlat amb el conserge, ho sap tot sobre la seva família... acaba dient que ella com és el personatge que fa Glenn Close al film Fatal Atraccion. L'escena següent ja surt d'aquesta línia: en un sopar d'amics es veu un grup de gent i la càmera es fixa en un noi ros amb una semblança peculiar al David de Miquel Àngel. A l'habitació contigua, una noia i un noi cuinen i parlen sobre aquest noi. Diuen que es diu Nicolas. Mentrestant s'intercalen imatges del noi fumant i rient, seductor, tocant-se el cabell... Es veu un contraplà del noi i la noia que cuinen a l'altra habitació i que un darrere l'altre giren el cap per mirar Nicolas, mig dissimulant. Sobre aquest pla surt el títol del film: "Les amours imaginaires". En l'escena següent, el noi que cuinava parla amb qui s'endevina que és la noia que estava amb ell, Marie. Li diu "endevina a qui veiem el dissabte", i en l'escena següent Marie i el noi, que es diu Francis, saluden en Nicolas, que porta unes ulleres vermelles en forma de cor. Es troben en un cafè maco, i en Nicolas els explica que treballa en sismografia fent mapes, que li paguen bé i que al mateix temps estudia literatura. Explica que llegeix de nits per no perdre l'agilitat mental. Els altres dos el miren enlluernats, intentant-ho dissimular.
Després, Marie i Francis miren roba en una botiga, Marie li pregunta a en Francis desinteressadament què n'opina d'en Nicolas. Mencionen que és amable, i intel·ligent, però tots dos, com qui no vol la cosa, deixen anar que no és el seu tipus. A continuació es veu un pla de Francis al seu lavabo, veu aigua i mira la paret. Es veu un pla detall del que mira: hi ha una sèrie de ratlletes pintades, comptant alguna cosa. En Francis s'observa al mirall i surt del lavabo. Marie mira una carta en un sobre elegant, on hi ha un paper que la cita a prendre llimonada. Seguidament, trucar a en Francis per descobrir que ell també ha estat convidat a prendre llimonada. Quan penja, Marie es queda seriosa: no li fa gràcia que ell també hi estigui convidat. Aleshores es potm suposar que la carta era d'en Nicolas. Es veu en Francis a casa seva, assegut al sofà, amb la mateixa carta que Marie tenia a les mans, pensatiu.
L'escena següent mostra com tant ell com ella s'estan arreglant als seus respectius lavabos. Són imatges a càmera lenta mentre sona la cançó Bang-Bang, de Dalida. Seguidament, tant ell com ella, per separat, caminen pel carrer, i la càmera els enfoca des de davant i des de darrere. La noia fuma i el fum li passa per davant la cara mentre ella camina impassible. La composició dels plans és molt cuidada i la imatge està a càmera lenta. En l'escena següent, Nicolas espera en un bar. Arriben la Marie i en Francis, un després de l'altre. i en Nico somriu. La Maire i en Francis se saluden, no del tot efusivament, amb els somriures imposats. Un pla frontal mostra els tres que berenen; en Francis i la Marie s'intercanvien comentaris mig desagradables, molt subtils. En Nico proposa que vagin a jugar a fet i amagar al bosc. Hi van, i mentre en Nico conta, els altres dos s'amaguen cadascú per la seva banda. En Francis veu un conill, s'hi acosta a quatre grapes cridant-lo fluixet. Per darrere seu, Nico com se li acosta. Se li tira a sobre, el gira, l'immobilitza i el pla canvia a una càmera lenta i es veu els dos nois que es miren fixament mentre se senten les seves respiracions i es nota la tensió que provoca en Nico sobre en Francis. Tot seguit en Nico s'aixeca, cridant a la Marie, i en Francis es queda a terra, respirant. En l'escena següent Marie diu il·lusionada al Francis que en Nico l'ha convidada a anar al teatre.
Després, tots tres són a casa d'en Francis, arrupits en un sofà petit mirant una pel·lícula. La Marie està mig adormida, i en Nico pregunta a en Francis si té un llit gran. En Francis afirma amb el cap i li diu que es pot quedar a dormir. Entre els tres acorden que en Nico es posi al mig del llit. Al matí, es veuen tots tres al llit, adormits. En Francis obre els ulls, es mira els peus i veu que els té tocant amb els peus d'en Nicolas. Es queda en silenci mentre mira com aquest dorm encara.
En l'escena següent els tres esmorzen plegats. En Nicolas ensenya a la Marie una crítica de l'obra de teatre on han d'anar, i aleshores pregunta a en Francis si els vol acompanyar. Aquest denega la invitació tot dient que té plans, perquè veu com la Marie li diu amb la mirada que no accepti. Nicolas menciona que l'obra de teatre és una versió d'un film on surt l'Audrey Hepburn, "la dona de la meva vida". Després que en Nico digui això, en Francis mira la Marie i li pica l'ullet.
Francis és en una botiga d'art, on compra una làmina. Després, se'l veu assegut al carrer, contra una paret, que juga amb la làmina enrotllada. Desembolica un paper petit que té entre les mans on hi ha escrit el nom d'un barri de Montreal. És en un bar, on demana un cafè per emportar-se, i just en sortir es troba en Nicolas. En Francis menteix i diu que ha estat prenent cafè amb una amiga i que passava per casualitat per aquell barri —que és el que tenia apuntat al paper. Li ensenya la làmina i li diu que és per a ell: és una impressió d'una fotografia d'Audrey Hepburn. En Nicolas li dona les gràcies i li explica que ha de marxar perquè ha quedat amb una amiga per dinar. En Francis li fa algun comentari tot intentant que en Nico li digui si té intencions amb aquesta amiga, però en Nicolas no li aclareix, i tot fent-li un petó al coll s'acomiada. Quan marxa, en Francis es queda inquiet, es mossega les ungles i juga nerviosament amb la seva roba.
L'escena següent passa en el dormitori de la Marie. L'ambient és ple d'una llum vermella. La Marie acaba de fer l'amor amb un noi; es miren, el noi li diu que té uns ulls molt macos i ella li contesta secament: "Els tinc color avellana, és difícil imaginar un iris tan banal. Una intel·ligència alta compensa uns ulls marrons". El noi es queda mig tallat per la resposta d'ella. Li pregunta si està enamorada, i ella es queda mirant cap al front, seriosa. Tot seguit es veuen diverses imatges d'ells dos acariciant-se, fent-se petons, a càmera lenta.
En la següent escena es veu un pla general d'un teatre des de fora. En Nicolas i la Marie surten i parlen de l'obra, que els ha decebut. Marie li proposa d'anar a sopar en un restaurant vietnamita. En Nicolas hi accedeix. Quan arriben al restaurant es troben en Francis, que està sopant amb alguns amics. La llum de l'escena és freda, mig blavosa. En Francis diu a la Marie que és una casualitat que hagin anat just allà a sopar, i ella se'l queda mirant en silenci. En Francis abaixa la mirada i es gira per parlar amb la gent. L'escena següent ens mostra en Francis arribant a casa seva, la càmera el segueix fins al lavabo, on es renta la cara i es queda mirant les marques de la paret. Seguidament, es veu la Marie en un taxi; torna cap a casa sola, amb la mirada buida.
Aleshores es torna a veure el noi que al principi parlava sobre la sexualitat, en un pla del mateix estil que el del principi. Parla, altre cop, cap a un grup de persones, que la càmera no mostra, sobre l'escala Kinsey que regula els nivells d'heterosexualitat o homosexualitat d'una persona. Seguidament, i dins el mateix tipus de pla, un noi explica que va quedar un vespre amb una noia, van prendre alguna cosa i després la va deixar al metro i va anar a continuar la nit amb els seus amics.
Aleshores torna a sortir la noia que ja ha sortit al principi del film i diu que el seu xicot la va deixar. Explica que al principi ell vivia a Berlín i ella a Montreal, i que quan finalment el noi va anar a viure amb ella, ja res va ser el mateix. Explica que en realitat els dos estaven enamorats de la idea de l'amor que tenien, però que quan van eliminar la distància, la màgia es va acabar. Aleshores torna a sortir el noi que abans ha explicat que va quedar amb una noia per prendre alguna cosa. Ensenya una carta que va rebre dos dies després, on la noia li diu que no pot deixar de pensar en ell. El noi es mostra molt desconcertat per la idealització que presenta la noia, quan per a ell no va significar res de res.
Seguidament, es veu la noia que està obsessionada amb en Jean-Marc, el noi amb qui s'envia mails. Explica que aquest noi li està arruïnant els seus llocs preferits, perquè, si no hi és ell, ja no els troba emocionants. Aleshores el film segueix altre cop amb la història d'en Nicolas, en Francis i la Marie.
L'escena, tenyida de llum verda, passa en el dormitori de Francis. Ell és al llit al costat d'un noi que fulleja una revista. El noi li fa respondre un test sobre "Quin tipus de noi és perfecte", i a la primera pregunta en Francis ha de descriure físicament el seu home ideal. Aleshores, ell comença descrivint un noi moreno d'ulls foscos, però es va desviant en la seva descripció i, tot contradient-se, acaba descrivint en Nicolas: ros, ulls verds. El seu company se'l queda mirant quan veu que ell desvia tant la seva descripció i es crea un silenci incòmode, que és seguit per imatges dels dos tendres al llit, fent-se petons i carícies. És el mateix tipus d'imatge que s'havia vist abans quan la Marie era al seu dormitori amb un noi.
En l'escena següent, Francis, la Marie i en Nicolas són en una llibrera i fullegen llibres. En Nicolas els llegeix un poema sobre l'amor i se'n va a fora a fumar, mentre la Marie i en Francis es queden dins de la llibreria sense saber què dir-se, tot fent veure que fullegen altres llibres. Tot seguit, en Francis és en una perruqueria i ensenya un retrat d'en James Dean a la perruquera perquè li talli el cabell de la mateixa manera. En l'escena següent, la Marie compra un canotier. Després, en Francis és en una botiga i mira entre uns jerseis, fins que en troba un que val 455 dòlars, i l'agafa disposat a comprar-lo.
Aleshores, es van intercanviant plans de cadascun caminant pel carrer amb la bossa del que acaben de comprar a la mà. En el pla següent, tots dos entren en una festa on hi ha en Nicolas i s'entén que és l'aniversari d'en Nicolas. Aquest els saluda molt efusivament: abraça la Marie estretament i mossega l'orella a en Francis, que no sap on ficar-se. Li pregunten on poden deixar-li els regals, i van a l'habitació que els assenyala. Quan són a l'habitació per deixar-hi els regals damunt d'un llit, s'ensenyen els regals que li han comprat. Es nota que la seva relació està tensa, es fan comentaris desagradables disfressats dins de somriures falsos. Ella torna a la festa i ell es queda a l'habitació col·locant bé el seu regal.
Es veu la Marie que se serveix un vodka sol i el beu. Li ve en Nicolas pel darrere, i ella es gira. Estan molt a prop l'un de l'altre, i en Nicolas li diu que té uns ulls molt macos, citant la frase d'alguna pel·lícula. Li pregunta si sap d'on ha tret la cita i ella li diu que sí, i aleshores en Nicolas li diu "I bé, com segueix?" i se la queda mirant als ulls, cada cop més a prop. La noia està molt nerviosa, gairebé no pot respirar. De cop, algú reclama l'atenció d'en Nicolas apartant-lo d'ella, que recupera el comport quan es fixa que unes noies la miren malament per tal com va vestida (porta un vestit vintage que desentona amb l'estil modern de la festa en general). Marie els dedica un somriure fals, amb el cap molt estirat. En Francis segueix a l'habitació on han deixat els regals. Acaba d'escriure-li una postal al Nicolas i la deixa amb el regal. Està nerviós. Es veu la Marie al lavabo, es mira i s'insulta en veu alta. Seguidament, hi ha un pla dels dos, que miren molt seriosos com en Nicolas balla amb la seva mare, que porta una perruca blava estrident, al mig de la pista.
La llum de l'escena fa pampallugues mentre en Nico balla amb la seva mare, s'enfoquen cares d'altra gent ballant, però la càmera sempre torna a en Nico i la seva mare. Aleshores, s'enfoca en un primer pla la cara de la Marie, que té la mirada fixa endavant, on hi ha en Nico amb la seva mare. Es torna a veure un pla d'en Nico, i s'hi intercalen imatges de l'estàtua David d'en Miquel Àngel, com si es suggerís que la Marie veu en Nico com una versió en carn i ossos del David. La càmera enfoca en Francis que mira fixament cap endavant, i després en Nico, que és intercalat amb dibuixos artístics entre pampallugueig i pampallugueig de la llum.
En l'escena següent el pis és buit i ple d'ampolles i gots mig plens. És l'endemà al matí. La càmera fa un tràveling per tot el pis fins a aturar-se a un pla general del llit d'en Nicolas, on els tres protagonistes dormen. Com sempre, en Nicolas és al mig. Seguidament, es veu que ja s'han despertat i esmorzen al llit. En Nico proposa que vagin a passar el cap de setmana al camp. Per poder anar-hi, ha de demanar el cotxe a un amic seu aquell mateix matí. La Marie s'ofereix d'acompanyar-lo perquè ha de comprar tabac, i es queda en Francis sol al pis. Busca entre la roba d'en Nicolas i l'olora tota, i al final agafa un jersei, se l'embolica al cap i es comença a masturbar amb l'olor d'en Nico. De cop truquen a la porta: és la mare d'en Nico, que ve a portar-li la mensualitat. És una dona elegant, i explica a en Francis que ella i el pare d'en Nico estan divorciats des que en Nico era petit. Li diu que ella era ballarina i que viatjava molt, i que en Nico sempre estava darrere l'escenari amb les ballarines, que se'l menjaven a petons. Li explica que a mesura que en Nico va anar creixent van perdre el contacte. La mare finalment se'n va i en Francis se segueix fent la palla, i quan acaba es queda estirat al llit. Sona una música animada que enllaça amb l'escena següent, on es veuen els tres en un cotxe anant cap al camp.
Estan ells tres a la casa de camp, asseguts en una taula, prenent uns batuts. La Marie deixa anar un "Holly shit! Damn!", tot imitant a l'Audrey Hepburn a Esmorzar amb diamants, i quan el Nico li senyala aquest fet, ella fa veure que no n'era conscient quan ho ha dit. En Francis s'aixeca mig fastiguejat per anar al lavabo i quan no hi és en Nico li diu a la Marie que l'estima, i que al Francis també. Ella aleshores li diu que vigili amb en Francis perquè és un noi molt sensible, un romàntic que s'imagina coses sobre la gent. Afirma que a ella li pot dir aquestes coses, però que a ell no li digui, que vagi amb compte. En Nicolas es queda tot seriós i sense fer cap comentari se'n va de la taula per anar a buscar quelcom per menjar. Ella es queda seriosa mirant cap enlloc. En Francis torna del lavabo i ella li fa una carícia al braç, que es nota que és falsa: no es tenen afecte, la seva relació és molt tensa.
En l'escena següent estan els tres a fora a l'herba, asseguts en un balancí. En Nicolas es al mig i cantt "Every move you make", de The Police molt fluixet, mentre els envolta als dos amb els braços. En el pla següent Francis recull llenya mentre observa de lluny la Marie i el Nico que es persegueixen rient.
De nit, al voltant d'una foguera, els tres mengen núvols (marshmallows). En Nicolas li'n dona un al Francis, que se'l menja molt ràpidament. Aleshores en Nico li diu que l'ha de gaudir més, assaborir-lo. Li'n torna a donar un altre però li aguanta ell el pal amb el núvol mentre l'altre se'l menja, i li va donant instruccions sobre com assaborir-lo més, de forma bastant eròtica. ES nota que la Marie se sent exclosa de la situació i se'n va a dormir mig molesta, mentre els altres dos es queden rient al costat del foc.
L'endemà, la Marie es desperta i veu que ells no són a la casa. Els busca per tot arreu i en sortir de la casa , els veu de lluny que juguen, amb la mateixa roba que duien ahir: no han dormit. Es gira d'una revolada mentre es va dient "M'és igual, m'és igual, m'és igual" i camina enfadada cap a la casa. En l'escena següent, Marie surt de la casa vestida i amb una maleta, els truca amb el mòbil i els diu que se'n torna a Montreal amb autobús, que no es preocupin per ella. Fuma intensament i va pel camí del bosc per anar a agafar l'autobús; els dos nois la segueixen tot cridant-la. En Francis li corre al darrere, i quan arriba al seu costat ella s'atura i li dona una bufetada, que actua com a punt d'inflexió entre la tensió que els dos porten acumulada. Comencem a pegar-se, cauen a terra i es rebolquen entre les fulles estirant-se dels cabells. Mentrestant, en Nicolas els mira, dret, fumant tranquil·lament amb un mig somriure a la cara; sembla que li agradi aquesta situació que ha creat. Al cap d'una estona, els crida i els diu que està fart del camp, que se'n va. Ells dos deixen de barallar-se i se'l queden mirant en silenci.
Es canvia altre cop de situació, es torna a estar en la mena de "reunió" on diverses persones expliquen situacions emocionals que han viscut o estan vivint. El noi que abans explicava l'escala Kinsey de gustos de gènere social ara explica que un cop ell i una amiga esperaven un noi fora d'un hotel i l'amiga es volia declarar al noi que havia d'arribar. Després de 40 minuts d'espera, el noi va arribar però venia amb un altre noi a qui va presentar com la seva parella. Es presenta un noi que encara no havia sortit. Diu que quan acabes de trencar amb algú l'evites a més no poder, per no veure'l. Explica que quan ell va trencar amb la seva parella li va costar un any sencer oblidar-se'n, però que al final el temps acaba passant i que totes les males sensacions acaben sent tan sols un mal record entre molts d'altres. Es torna a veure la noia de les ulleres obsessionada als correus electrònics que li envia en Jean-Marc. Explica que al cap d'un temps, la situació es torna insuportable perquè està pendent constantment del correu electrònic. Aleshores la càmera enfoca una noia que encara no s¡havia vist. Relata com, quan algú amb qui has quedat fa tard, passes per diferents fases: primer t'agrada que l'altre trigui, el fa interessant, però després quan van passant els minuts l'acabes odiant... fins que arriba, i el perdones immediatament, perquè algú a qui tens en un pedestal sempre té raó. Es torna a veure la noia obsessionada amb els correus electrònics d'en Jean-Marc. Ara argumenta que és molt millor que algú et digui obertament que no vol res amb tu: és dolent però instantani. En canvi, quan no hi ha rebuig, quan estàs constantment esperant una resposta, i passen les setmanes, el rebuig es converteix en una negativa interminable de la qual sempre acabes dubtant.
Es torna a canviar d'escena i ara es veu un altre cop l'habitació de la Marie, que és al llit amb un noi. L'escena està tenyida d'un color sèpia. La Marie s'encén un cigarret i el noi li comenta que fuma més que l'últim cop que es van veure. Ella li diu que sempre ha fumat tant, que per a ella fumar és com oblidar. Que quan té un cigarret a la mà, és l'únic que té, tot el que és negatiu que l'envolta desapareix. Diu que els cigarrets eviten que es torni boja, que la mantenen viva. I aleshores afegeix: "Em mantenen viva... fins que em mori". Es gira cap al seu company, que la mira amb cara de no comprendre gaire cosa i que, tot demostrant una insensibilitat espectacular, li pregunta si està bé. Ella fa un somriure fals mentre amb les dues mans fa la forma d'un cor. I aleshores s'acaba la conversa i veuen imatges (carícies, petons, dits que ressegueixen siluetes...) dels dos a càmera lenta.
En l'escena següent Francis deixa un missatge en contestar de qui s'entén que és en Nico, dient-li que no fes cas del que va passar a l'excursió que van fer al camp, que va ser un malentès, un joc entre ell i la Marie. Seguidament es veu la Marie que deixa un missatge a en Nico, dient-li que aquella nit a la televisió fan My fair lady i que podrien veure-la junts. Quan penja, fuma i es toca el cabell sentint-se com una estúpida. Es veu en Francis al seu llit, s'aixeca, es vesteix, mira per la finestra del seu pis, agafa el telèfon i truca a en Nicolas un parell de cops però quan sona el contestador penja ràpid sense deixar cap missatge. En l'escena següent Francis compra n´vols de llaminadura en una botiga. En menja un i es veu un pla d'en Nicolas sobre un fons blau, envoltat de núvols que li cauen des de dalt. Es veu la Marie que escriu un poema d'amor amb una màquina d'escriure, el fica en un sobre i hi escriu el nom de Nicolas.
Es veu en Francis que camina tot sol, de nit, pel carrer. Es comença a sentir la seva veu, i se'l veu assegut en un sofà mentre parla. En Nicolas és al seu costat, i l'escolta molt seriós. En Francis li diu que l'estima. Li parla sobre les marques que té a la paret del lavabo: representen les vegades que li han dit que no, que no volien res amb ell. Explica que l'ajuden a tirar endavant. Explica que ara ve l'hivern i que cada cop se li fa més difícil estar sol. Li demana una resposta al Nicolas, que digui alguna cosa. I en Nicolas, mirant a terra, li pregunta com es va poder pensar mai que ell era homosexual. Es veu en Francis baixant per unes escales, en silenci, sol.
En l'escena següent, la Marie està en una cafeteria, de cop mira el carrer i surt corrent, ha vist en Nicolas. El crida de lluny, i quan ell es gira ella hi va corrent i li explica que es va confondre, que li va enviar sense voler una carta que en realitat era per a una amiga. Ell aleshores li pregunta si aquesta amiga seva és la seva amant, i ella li diu que no, que tan sols era el seu aniversari. Ell, sense fer cap comentari, s'excusa dient que té el forn encès i que ha de tornar a casa. Es gira i se'n va, però la Marie el torna a cridar i li pregunta què diria si li hagués enviat el poema a ell. Ell, molt fredament, li diu que seguiria tenint alguna cosa al forn. Es gira i se'n va. La Marie es queda rígida amb els ulls plorosos, intenta encendre's un cigarret però no se li encén cap llumí. Desisteix i es gira d'una revolada, i se'n va.
En l'escena següent, en Francis és al llit amb algú. L'escena està tenyida de blau i en Francis plora, mentre l'altre noi el mira sense saber què dir. Tot seguit, tots dos s'abracen a càmera lenta mentre en Francis plora, es fan petons, carícies... Seguidament es veu la Marie que és en una perruqueria i explica a la perruquera que en Nicolas era la seva ànima bessona, que l'únic que necessitava era el fet de sentir que hi ha algú que la protegeix, que és allà al seu costat, i que mai no tornarà a sentir res semblant per ningú. Es veu en Francis al seu lavabo; fa una altra marca a la paret, amb ràbia. En l'escena següent, la Marie truca a en Francis per convidar-lo a prendre el te, i l'informa que ha deixat de fumar. Està asseguda en unes escales i només se li veuen les cames. Hi ha cigarrets partits per la meitat per terra. Després, es veu que els dos estan prenent el te, parlen una mica de tot, i com qui no vol la cosa la Marie li pregunta a en Francis si ha vist en Nicolas últimament. Ell li diu que sí, que el va veure en un bar de passada i que li va dir que se n'anava a l'Asia durant vuit mesos. Tot seguit es veuen tots dos caminant pel carrer sota la pluja, junts. Ella té un paraigua i al principi només es tapa ella però després, en un gest simbòlic, mou el paraigua perquè hi càpiguen els dos a sota. S' informa que ha passat un any. La Marie, en Francis i la noia que tenia una relació amb un alemany són en una festa, asseguts en un sofà. Riuen i parlen, no hi ha tensió entre la Marie i en Francis, se'ls veu bé.
Es veu que en Nicolas entra a la festa. La Marie i en Francis estan drets, junts, veient-lo entrar. En Nicolas els veu, va cap a ells i després de mirar-los durant uns segons sense saber què dir, comença a dir "Estic content...", però no pot acabar perquè en Francis l'interromp fent un soroll amb la boca semblant al que fan els gats quan vomiten una bola de pèl. En Nicolas es queda molt sorprès, es gira i se'n va. La Marie acaricia amb la mà el cap d'en Francis, que es recolza a la seva espatlla.
Tot seguit es veuen escenes de la festa, gent que balla i parla. La càmera enfoca un noi guapo, moré, que es queda mirant a la Marie i en Francis, i els pica l'ullet. Ells dos se'l miren, i sense dir res surten de camp, a càmera lenta, tot somrient, per trobar-se amb aquest noi.

## Mecanismes fonamentals[calcitació]
En aquest film hi ha tres personatges principals: en Francis, la Marie, que són els protagonistes i Nicolas, que és l'antagonista.
Durant tot el film, en Francis i la Marie es presenten al mateix nivell: viuen fets paral·lels i hi reaccionen de la mateixa manera. Tots dos s'enamoren d'en Nicolas, que fa d'antagonista general. Potser també es pot dir que entre ells dos, entre en Francis i la Marie, existeix un antagonisme més concret, perquè al voler tots dos el mateix objectiu (aconseguir l'amor d'en Nicolas) es converteixen implícitament en competidors.
El conflicte que hi ha en aquest film és que cap dels dos protagonistes sembla que pugui aconseguir en Nicolas. Per tant, es tracta d'un conflicte estàtic, davant del qual ells només poden ser passius. Normalment no es pot fer que una persona s'enamori d'una altra tan fàcilment; per tant, durant tot el film en Francis i la Marie viuen una lluita que ja s'imaginen que perdran, i que finalment perden al final del film, quan els dos es declaren a en Nicolas i ell els rebutja als dos.
Per tant, l'objectiu que volen assolir els dos protagonistes es converteix també en l'obstacle que els ho impedeix: en Nicolas. Sobre la naturalesa d'aquest obstacle, és mig extern i mig intern. Extern ho és perquè en Nicolas és un personatge aliè a la naturalesa dels dos protagonistes, i intern ho podria ser perquè els dos protagonistes inconscientment s'aboquen a l'amor impossible. Durant tot el film, els protagonistes tenen diferents amants que són més o menys adequats, que estan allà per ells, i en canvi els protagonistes no trien aquests amants a l'hora d'enamorar-se, sinó que trien en Nicolas, algú que ja saben que no podran tenir. Per tant, el fet de definir si l'obstacle d'aquest film és extern o intern és tan difícil com intentar definir si es pot interferir en la manera en què ens enamorem.

## Repartiment
- Monia Chokri com Marie
- Xavier Dolan com Francis Riverekim
- Niels Schneider com Nicolas
- Anne Dorval com Désirée
- Anne-Élisabeth Bossé com noia jove 1
- Olivier Morin com noi jove 1
- Magalie Lépine Blondeau com noia jove 2
- Éric Bruneau com noi jove 2
- Bénédicte Décary com noia jove 3
- Gabriel Lessard com noi jove 3
- François Bernier com amant 1
- Benoît McGinnis com amant 2
- François Xavier Dufour com amant 3
- Anthony Huneault com Antonin
- Patricia Dulasne com Coiffeuse
- Jody Hargreaves com Jody
- Clara Palardy com Clara
- Minou Petrowski com Caissière
- Perrettte Sounder com Coiffeuse
- Sophie Desmarais com Rockabill
- Marie-Christine Cormier com Barmaid
- Louis Garrel (aparició estel·lar) com convidat a la festa final

## Banda sonora
| Núm. | Títol                                      | Composició       | Durada |
| ---- | ------------------------------------------ | ---------------- | ------ |
| 1.   | «Bang Bang»                                | Dalida           | 3:21   |
| 2.   | «Pass This On»                             | The Knife        | 4:12   |
| 3.   | «Jump Around»                              | House of Pain    | 3:36   |
| 4.   | «3e sexe»                                  | Indochine        | 4:41   |
| 5.   | «Cet air là»                               | France Gall      | 2:38   |
| 6.   | «Exactement»                               | Vive la Fête     | 3:23   |
| 7.   | «Le Temps Est Bon»                         | Isabelle Pierre  | 3:29   |
| 8.   | «Every Breath You Take (Sting)»            | Niels Schneider  | 3:56   |
| 9.   | «Keep the Streets Empty For Me»            | Fever Ray        | 5:37   |
| 10.  | «Love Without Lies»                        | Comet Gain       | 2:58   |
| 11.  | «Preludi del 1r acte de Parsifal (Wagner)» | Daniel Barenboim | 8:41   |
| 12.  | «Suite per a violoncel n.º 1 (Bach)»       | Wispelwey        | 1:44   |
| 13.  | «Suite per a violoncel n.º 3 (Bach)»       | Wispelwey        | 2:54   |
| 14.  | «Viens Changer Ma Vie»                     | Renée Martel     | 2:46   |

## Recepció
La pel·lícula va rebre unes crítiques molt positives amb les que va obtenir la 73a qualificació a Rotten Tomatoes, que va comentar: "Una pel·lícula d'art al màxim, premissa intrigant i atractiva, a vegades soterrada sota la pròspera cinematografia del director Xavier Dolan". A Metacritic, que utilitza una mitjana de revisions crítiques, la pel·lícula té un 70 sobre 100, que indica unes "crítiques generalment favorables".

## Premis i nominacions
| Any  | Premis             | Categoria                     | Resultat  |
| ---- | ------------------ | ----------------------------- | --------- |
| 2010 | Premis César       | Millor pel·lícula estrangera  | Nominat   |
| 2010 | Premios Génie      | Millor Pel·lícula             | Nominat   |
| 2010 | Premios Génie      | Millor realització            | Nominat   |
| 2010 | Premios Génie      | Millor interpretació Femenina | Nominat   |
| 2010 | Festival de Canes  | Jove Promesa                  | Guanyador |
| 2010 | Festival de Sidney | Millor Pel·lícula             | Guanyador |
| 2010 | Festival de Namur  | Premi Especial del Jurat      | Guanyador |